# Das Dach (1956)
Das Dach (Originaltitel: Il tetto) ist ein italienischer Spielfilm aus dem Jahre 1956 und stellt eine Mischung aus sozialkritischer Bestandsaufnahme und filmischem Eheroman dar. Unter der Regie von Vittorio De Sica spielen ausschließlich Laiendarsteller.

## Handlung
Rom, in der frühen Nachkriegszeit. Luisa, die ihren Lebensunterhalt als Bedienung verdient, und der Maurer Natale haben soeben geheiratet. Da während der 1950er Jahre in der italienischen Hauptstadt die Wohnungsnot derart groß ist, muss das junge Ehepaar bei Natales Eltern unterkommen, ohne dort auch ein einziges Zimmer nur für sich allein zu haben. Die Situation ist für alle angespannt, zumal Natale ein schwieriges Verhältnis zu Cesare, dem Ehemann seiner Schwester, hat. Eines Tages hört Luisa von einer eigentümlichen Stadtverordnung, der zufolge derjenige, der über Nacht auf öffentlichem Grund ein Haus hochzieht, aus selbigem nicht mehr vertrieben werden darf. Zentrales Fertigstellungsmerkmal ist: Das Haus muss als krönenden Abschluss ein Dach haben.
Mithilfe einiger Kollegen versucht Natale, das Unmögliche möglich zu machen. Doch ein Hausbau in derart kurzer Zeit scheint schwerer als anfänglich gedacht, auch wenn Natale für das Baumaterial sorgt: es gibt Rückschläge, unerwartete Zwischenfälle und sogar eine Denunziation dieser Aktion durch einen Missgünstigen bei der Polizei. Doch die kommt zu spät. Als am frühen Morgen die Staatsmacht anrückt, sitzt Luisa bereits auf dem Bett ihrer provisorischen Mini-Unterkunft, in ihren Armen ein von ihrer Nachbarin „ausgeliehenes“ Baby. Doch zu ihrem Unglück ist das (titelgebende) Dach nicht ganz fertig geworden, denn die Verordnung der römischen Behörde sieht ein „ordentliches“ Dach vor. Doch wie kann die Polizei einer „Mamma romana“ ihr Heim streitig machen, wenn doch nur ein paar Dachziegel fehlen? Die Staatsmacht zeigt Herz und erkennt das Haus, gemäß den Vorschriften, als ordnungsgemäß fertiggestellt an.

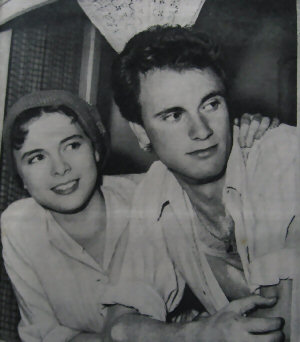
Junges Eheglück ohne Dach über dem Kopf: Gabriella Pallotta und Giorgio Listuzzi

## Hintergrund
Das Dach war de Sicas Versuch, sich dem mittlerweile weitgehend überlebten, in der frühen Nachkriegszeit jedoch ungemein populären Filmgenres des neorealistischen Kinos auf humorige Weise zu nähern. Die Uraufführung des Films erfolgte am 6. Oktober 1956 in Rom, die deutsche Erstaufführung fand in der DDR am 23. August 1957 statt. In der Bundesrepublik lief Das Dach am 16. Mai 1958 an. Die Evangelische Filmgilde kürte den Film im November 1957 zum Film des Monats.
Die Filmbauten entwarf Gastone Medin, die Kostüme Fabrizio Carafa.

### Synchronisation
Es existieren zwei deutsche Synchronfassungen, eine für die DDR und eine für die BRD. Die Ost-Fassung entstand im DEFA Studio für Synchronisation, Ost-Berlin. Wolfgang Krüger schrieb das Dialogbuch und Inge Müller führte Regie. Die West-Fassung entstand bei der Bavaria Filmkunst AG, München. Edith Schultze-Westrum schrieb das Dialogbuch und Conrad von Molo führte Regie.
| Rolle      | Darsteller         | Synchronsprecher (DDR 1957) | Synchronsprecher (BRD 1958) |
| ---------- | ------------------ | --------------------------- | --------------------------- |
| Luisa      | Gabriella Pallotta | Christine Schwarze          | Gertrud Kückelmann          |
| Natale     | Giorgio Listuzzi   | Hans-Joachim Martens        | Niels Clausnitzer           |
| Cesare     | Gastone Renzelli   | ?                           | Hans Walter Clasen          |
| Luigi      | Angelo Bigioni     | ?                           | Peter Capell                |
| Denunziant | Luciano Pigozzi    | ?                           | Nino Korda                  |

## Kritiken
„Vittorio De Sica, als Darsteller meist ein heiterer und versierter Lebensgenießer, hat sich als Regisseur wiederum an die Schattenseiten des Daseins gehalten und einen tristen Film in kirchenmausarmer Umwelt hergestellt, der sich erst gegen Ende lichtet. (…) Nach seiner Art hat De Sica mit Laien und Anlernlingen gearbeitet und sie so vorzüglich geführt, daß ein rundes und reifes Opus mit deutlicher, aber unaufdringlicher Sozialkritik zustande kam.“

„Der Film schildert die Misere der Armen und plädiert für den Glauben an das Gute im Menschen. Typisch ist, daß es am Schluß noch des Einverständnisses der Polizisten bedarf, um den Erfolg des Unternehmens zu sichern. So erhält die Sozialkritik unversehens auch idyllische Aspekte. Überzeugend bleibt aber die realistische Zeichnung alltäglichen Lebens, die mit präzisen Details ausgestattet ist; überzeugend bleibt auch das Spiel der Laiendarsteller.“

„Poetische, komische und sozialkritische Aspekte in einer neorealistisch gestalteten und mit Laiendarstellern besetzten Alltagsgeschichte.“